# الظواهر الاجتماعية المرتبطة بالإنترنت
الظواهر الاجتماعية المرتبطة بالإنترنت، (بالإنجليزية: social phenomena associated with the Internet)‏، لقد وفر الإنترنت، أشكالًا جديدة من التفاعل الاجتماعي، والأنشطة والرابطات الاجتماعية. أدت هذه الظاهرة، إلى الدراسة العلمية لعلم اجتماع الإنترنت.

## المستخدمين

مستخدمي الإنترنت لكل 100 نسمة المصدر: الاتحاد الدولي للاتصالات.

مستخدمي الإنترنت حسب اللغة

لغات محتوى المواقع

نما استخدام الإنترنت أضعافا مضاعفة. من عام 2000 إلى عام 2009، حيث ارتفع عدد مستخدمي الإنترنت، في جميع أنحاء العالم، من 394 مليون إلى 1.858 مليار. بحلول عام 2010، كان 22 في المائة من سكان العالم، يتمتعون بإمكانية الوصول إلى أجهزة الكمبيوتر، التي تحتوي على مليار عملية بحث من جوجل يوميا، وقراءة 300 مليون مستخدم للإنترنت المدونات، وملياري مقطع فيديو يشاهدونه يوميا على يوتيوب. في عام 2014، تجاوز عدد مستخدمي الإنترنت في العالم 3 مليارات، أو 43.6 في المائة من سكان العالم، لكن ثلثي المستخدمين جاءوا من أغنى البلدان، منهم 78.0 في المائة من أوروبا، يليهم 57.4 في المائة الأمريكتين. ومع ذلك، بحلول عام 2018، كان هذا الاتجاه قد تحول بشكل كبير، بحيث شكلت آسيا وحدها 51 ٪ من جميع مستخدمي الإنترنت في العالم، حيث مدمانت حصتها، 2.2 مليار، من مستخدمي الإنترنت في العالم، البالغ عددهم 4.3 مليار مستخدم من تلك المنطقة. احدث عدد مستخدمي الإنترنت في الصين علامة فارقة، في عام 2018، عندما أعلنت هيئة تنظيم الإنترنت في الصين، مركز معلومات الإنترنت في الصين، أن الصين بها 802 مليون مستخدم للإنترنت. بحلول عام 2019، كانت الصين، الدولة الرائدة في العالم من حيث مستخدمي الإنترنت، مع أكثر من 800 مليون مستخدم، تليها الهند، عن كثب، بحوالي 700 مليون مستخدم، واحتلت الولايات المتحدة، المرتبة الثالثة بعدد 275 مليون مستخدم.
اللغة السائدة للاتصال عبر الإنترنت، هي اللغة الإنجليزية. قد يكون هذا، بسبب أصل الإنترنت، وكذلك دور اللغة، كلغة مشتركة. حيث اقتصرت أنظمة الكمبيوتر في وقت مبكر على الأحرف في الكود القياسي الأمريكي، لتبادل المعلومات (ASCII)، وهي مجموعة فرعية من الأبجدية اللاتينية.
بعد اللغة الإنجليزية (27٪)، كانت أكثر اللغات المطلوبة على الإنترنت، هي الصينية(25٪)، والإسبانية (8٪)، واليابانية (5٪)، والبرتغالية والألمانية (4٪ لكل منهما)، والعربية والفرنسية والروسية (3 ٪ لكل منهم)، والكورية (2 ٪). أما حسب المنطقة، هناك 42 ٪ من مستخدمي الإنترنت في العالم في آسيا، 24 ٪ في أوروبا، 14 ٪ في أمريكا الشمالية، 10 ٪ في أمريكا اللاتينية ومنطقة البحر الكاريبي مجتمعة، 6 ٪ في أفريقيا، 3 ٪ في الشرق الأوسط، و 1 ٪ في أستراليا/أوقيانوسيا. تطورت تقنيات الإنترنت، بدرجة كافية في السنوات الأخيرة، وخاصة في استخدام Unicode، وتتوفر مرافق جيدة للتطوير والتواصل بلغات العالم المستخدمة على نطاق واسع. ومع ذلك، لا يزال هناك بعض مواطن الخلل مثل mojibake (عرض غير صحيح من الأحرف، لبعض اللغات).

## الاستعمال

مستخدمو الإنترنت في عام 2015 كنسبة مئوية من سكان البلد

يتيح الإنترنت، مرونة أكبر في ساعات العمل والتشغيل، خاصةً مع انتشار الاتصالات عالية السرعة غير المقاسة. حيث يمكن الوصول إلى الإنترنت في أي مكان تقريبا بوسائل عديدة، بما في ذلك أجهزة الإنترنت المحمولة. حيث تتيح الهواتف المحمولة، وبطاقات البيانات، وأجهزة الألعاب المحمولة باليد، وأجهزة التوجيه الخلوية، للمستخدمين الاتصال بالإنترنت لاسلكيا. في حدود القيود التي تفرضها الشاشات الصغيرة، وغيرها من المرافق المحدودة لهذه الأجهزة بحجم الجيب، وقد تتوفر خدمات الإنترنت، بما في ذلك البريد الإلكتروني والويب. وقد يقيد مزودو الخدمات، هذه الخدمات المقدمة، وقد تكون رسوم بيانات الهاتف المحمول، أعلى بكثير من طرق الوصول الأخرى.
المواد التعليمية، على جميع المستويات، من مرحلة ما قبل المدرسة، إلى مرحلة ما بعد الدكتوراه، متاحة من المواقع الإلكترونية. حيث تتراوح الأمثلة من CBeebies، من خلال أدلة المراجعة للمدارس، والمدارس الثانوية، والجامعات الافتراضية، إلى الوصول إلى الأدبيات العلمية المتطورة، من خلال أمثال الباحث العلمي من جوجل. أما بالنسبة للتعليم عن بعد، والمساعدة المنزلية والمهام الأخرى، والتعلم الذاتي، أو أثناء وقت الفراغ، أو مجرد البحث عن مزيد من التفاصيل حول حقيقة مثيرة للاهتمام، لم يكن من السهل على الناس الوصول إلى المعلومات التعليمية في أي مستوى من أي مكان. فتعد شبكة الإنترنت بشكل عام، وشبكة الويب العالمية بشكل خاص، من أهم عوامل تمكين مهمة التعليم الرسمي، وغير الرسمي. علاوة على ذلك، يتيح الإنترنت للجامعات، وخاصة الباحثين الاجتماعيين والسلوكيين، إجراء البحوث عن بُعد من خلال المختبرات الافتراضية، مع إجراء تغييرات عميقة في الوصول إلى النتائج ونشرها، وكذلك في التواصل بين العلماء، وفي نشر النتائج.
تسمح أنظمة إدارة المحتوى، للفرق المتعاونة، بالعمل على مجموعات مشتركة من الوثائق في وقت واحد، دون تدمير عمل بعضهم البعض، عن طريق الخطأ. كما يمكن للفرق، والمشاريع، مشاركة التقاويم، وكذلك الوثائق، وغيرها من المعلومات. يتم هذا التعاون في مجموعة واسعة، من المجالات، بما في ذلك البحث العلمي، وتطوير البرمجيات، وتخطيط المؤتمرات، والنشاط السياسي، والكتابة الإبداعية. أصبح التعاون الاجتماعي، والسياسي، أكثر انتشارًا من خلال الوصول، إلى الإنترنت، ومحو الأمية بالكمبيوتر.

## الشبكات الاجتماعية والترفيه
يستخدم العديد من الأشخاص، شبكة الويب العالمية، للوصول إلى الأخبار، والطقس، والتقارير الرياضية، ولتخطيط وحجز الإجازات، ومتابعة اهتماماتهم الشخصية. يستخدم الناس الدردشة والرسائل والبريد الإلكتروني، لإجراء اتصالات مع الأصدقاء في جميع أنحاء العالم، والبقاء على اتصال معهم، صداقة بريدية. خلقت مواقع شبكات التواصل الاجتماعي مثل فيسبوك، وتويتر، وماي سبيس، طرقا جديدة للتعارف والتفاعل. يمكن لمستخدمي هذه المواقع إضافة مجموعة واسعة من المعلومات إلى الصفحات، لمتابعة الاهتمامات المشتركة، والتواصل مع الآخرين. من الممكن أيضا العثور على معارفك الحالية، للسماح بالاتصال بين مجموعات الأشخاص الحالية. كما يوجد مواقع مثل لينكد إن تعزز الروابط التجارية. أما يوتيوب، وفليكر، فهم متخصصون في مقاطع الفيديو، والصور الفوتوغرافية للمستخدمين. وعلى الرغم من أن مواقع الشبكات الاجتماعية كانت مخصصة للأفراد فقط، إلا أنها تستخدم على نطاق واسع من قبل الشركات والمؤسسات الأخرى، للترويج لعلاماتها التجارية، وللتسويق لعملائها.
من المخاطر، التي تواجه الأفراد، والمنظمات، على حد سواء، هي كتابة المنشورات (وخاصة المنشورات العامة) على مواقع الشبكات الاجتماعية، هذه النشرات الحمقاء، أو المثيرة للجدل بشكل خاص، تؤدي أحيانًا إلى رد فعل غير متوقع، وربما واسع النطاق، على وسائل التواصل الاجتماعي من مستخدمي الإنترنت الآخرين. هذا أيضا خطر فيما يتعلق بسلوك «غير متصل» المثير للجدل، إذا أصبح معروفا على نطاق واسع. يمكن أن تتراوح طبيعة رد الفعل العكسي هذا على نطاق واسع من الحجج المضادة، والسخرية العامة، من خلال الإهانات وخطاب الكراهية، في الحالات القصوى، الاغتصاب، والموت، والتهديدات. تعرض عدد كبير من النسوية للنساء بأشكال مختلفة من المضايقات، ردا على المنشورات التي قاموا بها على وسائل التواصل الاجتماعي، وقد تعرض النقد على وجه الخصوص للانتقاد في الماضي، لعدم قيامه بما يكفي للمساعدة، لضحايا الاعتداء على الانترنت.
بالنسبة للمؤسسات، يمكن أن يؤدي رد الفعل العكسي هذا، إلى إلحاق الضرر بالعلامة التجارية بشكل عام، خاصة إذا كانت وسائل الإعلام قد أبلغت عنها. ومع ذلك، فإن هذا ليس هو الحال دائما، لأن أي ضرر للعلامة التجارية، في نظر الأشخاص الذين لديهم رأي مخالف لرأي المنظمة، يمكن تفوقه في بعض الأحيان، من خلال الترويج للعلامة التجارية في عيون الآخرين. علاوة على ذلك، إذا قدمت منظمة، أو فرد، مطالبات يعتقد الآخرون، أنها خاطئة، فقد يؤدي ذلك إلى رد فعل عنيف.

## التجارة الإلكترونية
تشمل الأعمال الإلكترونية، العمليات التجارية، التي تغطي سلسلة القيمة بأكملها: المشتريات، وإدارة سلسلة التوريد، والتسويق، والمبيعات، وخدمة العملاء، والعلاقة التجارية. تسعى التجارة الإلكترونية إلى إضافة تدفقات إيرادات باستخدام الإنترنت لبناء وتعزيز العلاقات مع العملاء، والشركاء. وفقًا لشركة المعلومات العالمية، فإن حجم التجارة الإلكترونية، في جميع أنحاء العالم، بعد أن يتم دمج المعاملات التجارية، مع مستهلكين عالميين، فإنها تعادل 16 تريليون دولار لعام 2013. ويضيف تقرير أعدته شركة اكسفور الاقتصادية، لتقدير الحجم الكلي للاقتصاد الرقمي، بأنه بلغ 20.4 تريليون دولار، أي ما يعادل حوالي 13.8 ٪ من المبيعات العالمية.
على الرغم، من أن الكثير قد كتب عن الفوائد الاقتصادية، للتجارة عبر الإنترنت، إلا أن هناك أدلة على أن جوانب الإنترنت، مثل الخرائط، والخدمات التي تحدد المواقع، قد تعزز عدم المساواة الاقتصادية، والفجوة الرقمية. قد تكون التجارة الإلكترونية، مسؤولة عن توحيد، وتراجع الشركات الصغيرة، مما يؤدي إلى زيادة في عدم المساواة في الدخل.
المؤلف، والناقد أندرو كين، ركز منذ فترة طويلة على التحولات الاجتماعية الناجمة عن الإنترنت، والآثار الاقتصادية على المساواة بين شركات الإنترنت. حيث يستشهد كين، بتقرير صادر عن معهد الاعتماد المحلي في عام 2013، مفاده أن تجار التجزئة من الطوب وغيره، يستخدمون 47 شخصا، مقابل كل 10 ملايين دولار في المبيعات، بينما توظف أمازون 14 موظفًا فقط. وبالمثل، بلغت قيمة بدء تشغيل 700 موظف في إير بي إن بي، حوالي 10 مليارات دولار في عام 2014، أي حوالي نصف قيمة هيلتون العالمية، التي توظف 152000 شخص. كما استعانت شبكة نقل أوبر بـ 1000 موظف بدوام كامل، وقيمتها السوقية 18.2 مليار دولار، وهي نفس القيمة تقريبا لشركة أفيس لتأجير السيارات وشركة هيرتز، اللتان عملا سويا مع ما يقارب من 60,000 شخص.